# Lophoruza addescens
Lophoruza addescens är en fjärilsart som beskrevs av Swinhoe 1901. Lophoruza addescens ingår i släktet Lophoruza och familjen nattflyn. Inga underarter finns listade i Catalogue of Life.